# 尼泊尔共产党（马列毛主义中心）
尼泊尔共产党 (马列毛主义中心)（缩写为नेकपा (मालेमा केन्द्र)）是尼泊尔的一个已不存在的共产主义政党，它于2005年11月15日建立，由尼泊尔共产党（马列毛）和尼泊尔萨米亚巴迪党（马列毛）合并而成。该党的主席是Krishna Das Shrestra，总书记是南达·库马尔·萨赛。

## 历史
2007年1月，尼泊尔共产党 (马列毛主义中心)获得尼泊尔议会3个名额。
2007年2月，尼泊尔共产党 (马列毛主义中心)分裂出一个新政党尼泊尔共产党（统一）。
2007年5月，在加德满都的一次会议上，普拉昌达宣布尼泊尔共产党（马列毛主义中心）正与尼泊尔共产党（毛主义）协商合并事宜。2007年9月23日，两党达成合并协议。9月24日，尼泊尔共产党（马列毛主义中心）正式并入尼泊尔共产党（毛主义），原主席Krishna Das Shrestra任尼泊尔共产党（毛主义）的首席顾问。